# ヴァージナルの前に座る若い女
『ヴァージナルの前に座る若い女』（ヴァージナルのまえにすわるわかいおんな、蘭: Zittende vrouw aan het virginaal, 英: A Young Woman Seated at the Virginals）は、オランダの画家ヨハネス・フェルメールが描いた絵画。キャンバスに油彩で描かれており、フェルメール作品の中でも簡素な構成となっている。
その真贋をめぐって1940年代から論争があり、1993年から鑑定が始まった。1990年代の科学分析、2001年に開催された「フェルメールとデルフト派」展での参考出展、その後の修復をへて、フェルメール晩年の真作とする意見が大勢を占めている。顔料などの素材、技法、スタイルがフェルメールに近く、同時代の画家で他に描けそうな人物は知られていない。
2023年時点でニューヨークの個人コレクションであるライデン・コレクションが所蔵している。晩年のフェルメール作品として唯一個人が所有している。製作時期について、ライデン・コレクションは1672年から75年、フェルメールの研究サイト「エッセンシャル・フェルメール (Essential Vermeer)」は1670年としている。

## 背景

### オランダの社会と絵画
17世紀から18世紀にかけてのオランダ共和国は、レヘントと呼ばれる富裕商人による寡占体制が進み、市民社会の格差が拡大していった。階層の固定化が進み、絵画を購入する層は新規性よりも既存の枠組みの豊かさを好むようになった。そのため1670年頃からのオランダ絵画は、日常の視覚経験よりも既存の題材を繊細化することが進んだ。風俗画では衣装が豪奢になり、仕草は型通りとなり、光の表現は装飾性が強くなった。
1672年の仏蘭戦争では、イングランド王国、フランス王国、ミュンスター司教領、ケルン大司教領の4カ国がオランダに宣戦布告し、災厄の年と呼ばれた。フランスのオランダ侵攻によってオランダ経済は打撃を受けた。市民の支持を受けたウィレム3世がオランダ総督に就任して指揮をとり、1678年の和約で領土の保全に成功した。

### フェルメールの晩年
晩年の作風は、光の表現への関心が薄れ、描法の様式化や簡略化がみられる。フェルメールはデルフトで社会的、職業的に評価されて暮らしていたが、1672年の仏蘭戦争の影響で家計が苦しくなった。フェルメールのパトロンだったピーテル・ファン・ライフェンが1674年に死去したことも痛手となった。フェルメールの義理の母マーリア・ティンスは資産家で、戦争の混乱にともなって資産運用や貸金の回収をしばしばフェルメールに頼んでいる。
フェルメールは1675年に43歳で死去し、借金が残された。妻のカタリーナ・ボルネスは1676年に自己破産を申請して認められた。カタリーナは夫の死因について金策の影響を訴えた。戦争以来ほぼ無収入で自分の作品が売れなかったこと、画商として扱っていた他作家の作品も子供の養育のために大損を承知で売却したこと、それらを苦にしていたことなどを述べている。

### 作品の記録と真贋
フェルメール作品の多くは17世紀に記録があり、1683年時点で20点のフェルメール作品を所蔵していた出版業者ヤーコプ・ディシウスのコレクションなどが知られている。ただし19世紀まで記録が存在しなかった作品として、『水差しを持つ女』や『恋文』などもある。
フェルメール作品の鑑定に大きな影響を与えた出来事として、ハン・ファン・メーヘレンによる贋作事件がある。メーヘレンはフェルメールの贋作を11点描いて販売し、1945年に逮捕されるまで裕福な生活を送った。メーヘレンの技術は優れており、専門家も真作として認めていたため、事件後のフェルメール作品の鑑定はより困難となった（後述）。
本作品の他に真贋が議論されている作品として、『聖プラクセディス』、『ディアナとニンフたち』、『赤い帽子の女』、『フルートを持つ女』などがある。

## 構成

### 構図
ヴァージナルの前に女性が座り、鍵盤に手を置いて微笑みかけている。青い背もたれの椅子に座り、上半身を黄色のショールに包み、白いサテンのスカートをはいている。髪は結い上げられ、左耳と首の後ろには真珠が見える。左上方から光が差し込んでおり、その方向に窓があると思われる。フェルメール作品の中でも簡素な部類で、窓、壁にかけられた絵画、他の机や椅子などがない。

### 光
フェルメール作品における光の配分は、人物の前方で暗く、後方で明るく描かれることが多い。しかし本作品にはそうした処理が見られない。当初は光のバランスが人工的で空間が感じられないのが欠点とされていたが、のちの修復で平板さがなくなり、空間を感じられるようになった（後述）。

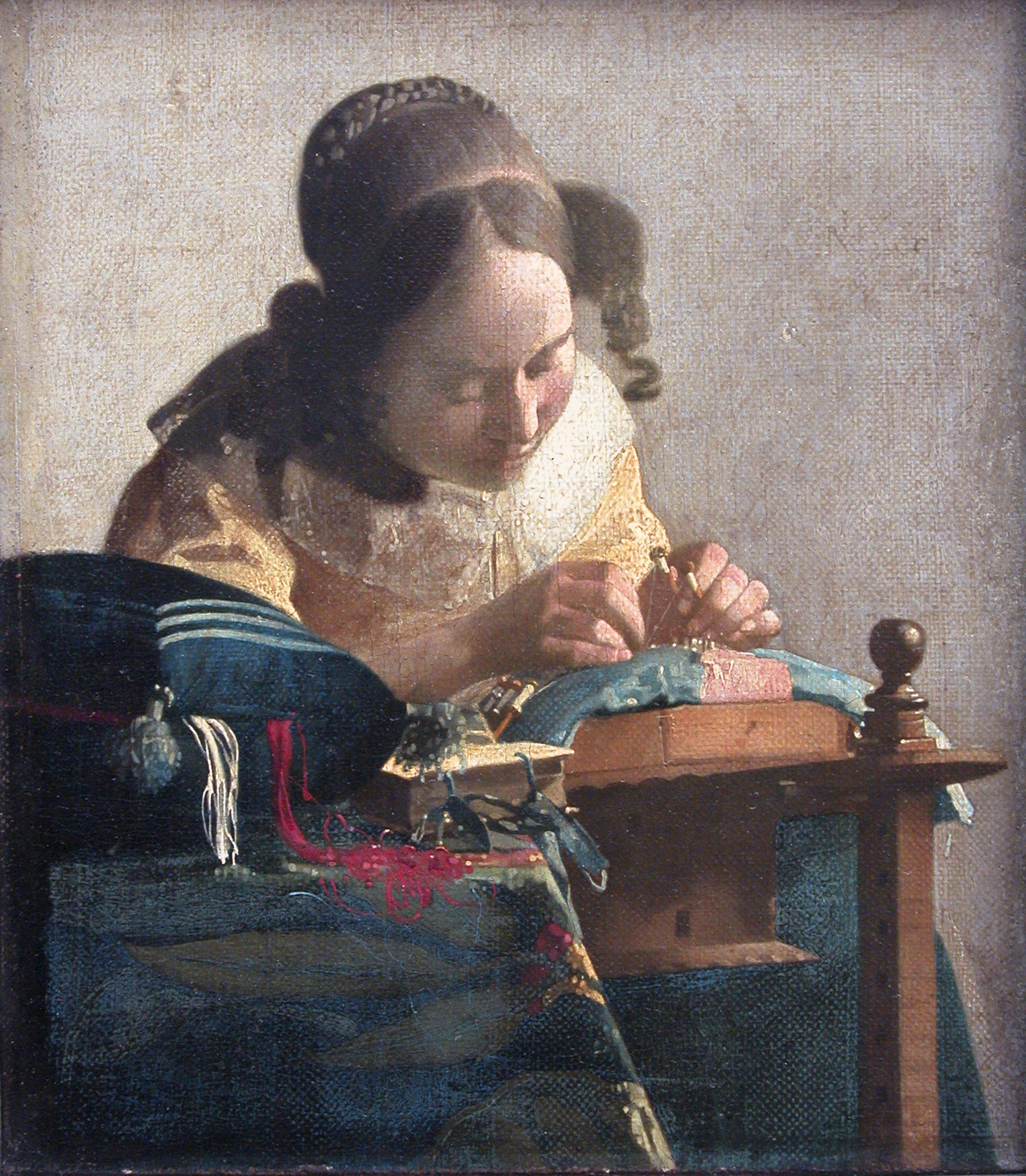
描かれた髪型、地塗りの顔料、キャンバスの密度やサイズなどの点に本作品と共通点がある『レースを編む女』

### 髪型
髪を後ろで束ね、巻毛を両側にたらして赤を白のリボンを結んでいる。このスタイルは、1670年頃の2〜3年間に流行したもので、『レースを編む女』の髪と共通点がある。

### 衣服
黄色いショールが肩を覆っている。17世紀の風俗画では、女性が肩の周囲を衿ハンカチで覆う例はあるが、肩をショールで覆っている例はない。ショールには絵の具の層が二つあり、他の部分が完成したのちに塗られている。
下絵の段階では、サテンのスカートはショールの下へ伸びていたが、その後の重ね塗りによってスカートのプリーツがショールの端になっている。加筆の筆致から、1672年から1675年頃に行われた可能性が高い。

### ヴァージナル
オランダの室内画におけるヴァージナルは、愛や調和などのイメージを象徴する。17世紀のオランダ絵画では、9割のヴァージナルが女性とともに描かれているが、『音楽の稽古』のように男女を配置して関係を表す際にも使われる。本作品のヴァージナルは『ヴァージナルの前に立つ女』と『ヴァージナルの前に座る女』で描かれたものと似ているが同じ楽器ではない。

## 画材
本作品にはウルトラマリンが使われている。ウルトラマリンはラピスラズリを原料とする高価な顔料で、フェルメールが多用したことでも知られる。女性が座っている椅子、背景の壁、腕の上部に光を表現するために使われている。17世紀のオランダではラピスラズリの入手は難しく、壁や肌にウルトラマリンを使った画家はフェルメールの他に確認されていない。
ショールに使われている黄色は鉛錫黄で、17世紀に盛んに使われていた顔料にあたる。ショールに加筆をされた時の黄色の成分はオリジナルと同じで、オリジナルと加筆した層の間には珪酸アルミニウムが挟まっていた。珪酸アルミニウムはデルフト陶器の粒子が空気中を漂っていたものとされ、デルフトで未完成のまま長期間放置されたのちに加筆された事実を示している。
緑土が目の周囲に使われている。これは中世の絵画で基本とされた古い技法に属し、17世紀のオランダではユトレヒト・カラヴァッジョ派にほぼ限られていた。フェルメールの作品では、『ヴァージナルの前に立つ女』、『ヴァージナルの前に座る女』、『ギターを弾く女』で同様の使い方がされている。
地塗りに使われた顔料はフェルメールの『レースを編む女』と一致し、地塗り層の顔料の組み合わせは他のフェルメール作品と同じだった。
キャンバスの密度は1平方センチメートルあたり縦糸12本・横糸12本で、17世紀のサイズの小さな絵でよく使われたものよりも密度が粗い。サイズが似ている『レースを編む女』のキャンバスも同じ密度で縦糸12本・横糸12本となっている。X線の画像では織り目のパターンも似ており、本作品と『レースを編む女』のキャンバスは同じ布からカットされた可能性が高い。キャンバスからは消失点を決めるための糸を固定した針穴が見つかっている。
顔料やキャンバスの分析は1990年代以降に行われ、本作品の真贋の鑑定に影響を与えた（後述）。

## 評価・来歴
本作品が初めて記録されたのは、1696年にアムステルダムで行われたディシウス・コレクションの競売カタログ37番とされる。当時の画題は『クラヴシンベルを弾く若い女性』だった。1814年のアムステルダムの競売カタログに載った後は、20世紀になるまで信憑性のある記録はない。
実在する人物の所蔵記録に登場したのは、1904年発行のアルフレッド・バイトのコレクション・カタログからだった。カタログに絵の写真はないが、サイズと内容の点から本作品が載っているのは確実となっている。いつ、誰から購入したのかは記録がない。ドイツの美術史家でバイトの美術顧問だったヴィルヘルム・ボーデのすすめにより、1890年代にバイトが購入したと推測される。本作品はボーデによってフェルメールの作品と発表された。バイトの死後は弟のオットー・バイトが相続し、オットーの死後は息子のアルフレッド・レーン・バイトが相続した。

### 贋作事件の影響

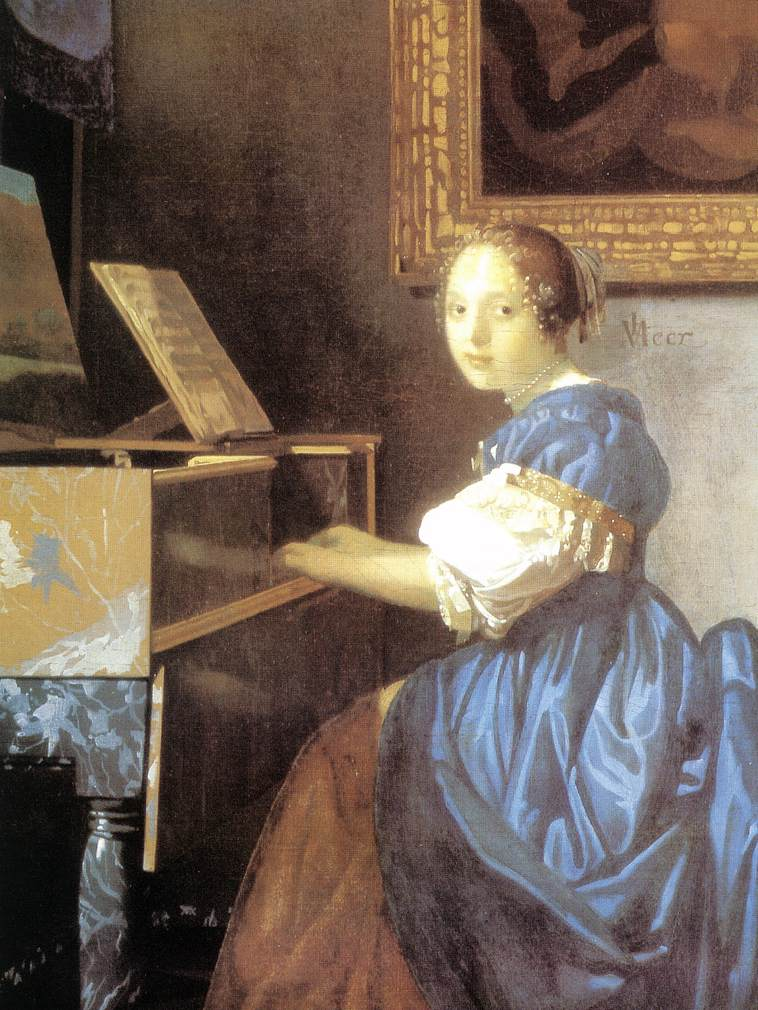
鑑定において比較に使われた作品のひとつ『ヴァージナルの前に座る女』（部分）

ボーデによる発表以降、オランダ美術の専門家たちは本作品をフェルメールの真作とした。しかし1945年にメーヘレンのフェルメール贋作事件が発覚すると、本作品も真作ではないと指摘されるようになった。本作品は1904年のカタログに載っているので、1889年生まれのメーヘレンの作ではないことは明らかだったが、贋作事件をきっかけに真贋が見直されることになった。個人コレクションで厳密な審査ができない事情もあり、多くの研究者が本作品をフェルメールの模倣者の作品、追随者の作品、他の作品のパッチワークだと論じた。アルフレッドは1960年にロンドンの画商に販売を委託し、ベルギーの貴族フレデリック・ロラン（Frederic Rolin）は経緯を知ったうえで画商から購入した。

### 製作時期の判明
ロランは1993年にサザビーズ・ロンドンのグレゴリー・ルービンスタインに鑑定を依頼した。ロランは20年間誰にも見せなかったがフェルメール作かどうかを調査したいと話し、ルービンスタインはロランの自宅で本作品を見て、ある意味で素晴らしいが問題点もある不思議な絵だと考えた。ロランとルービンスタインはロンドン・ナショナル・ギャラリーを訪問し、ナショナル・ギャラリー所蔵のフェルメール作品『ヴァージナルの前に立つ女』と『ヴァージナルの前に座る女』を本作品と比較検討した。ナショナル・ギャラリーの保存・修復担当者は3枚の絵が同じ作者だと主張したが、学芸員らは画面構成やスタイルが違うと主張した。そこで絵画の科学分析の専門家リビー・シェルドンらに依頼したところ、顔料やキャンバスの分析によって本作品は17世紀に描かれたと判明した。このため後世の贋作や模倣作という可能性はなくなり、フェルメールの真作か否かに論点が絞られていった。

### 鑑定委員会
2001年の「フェルメールとデルフト派」展の開催にあたり、同展の監修者だったウォルター・リートケは本作品の参考出展を決定した。リートケは、本作品の状態と写真の質の低さが解釈を阻害しているので、議論をせずに真作からは外せないと判断した。1990年代に科学分析をしたシェルドンらは同展の専門家フォーラムで分析結果を発表したが、他の出席者の反応は否定的だった。
次の段階として専門家による鑑定委員会が設立され、さまざまな観点からの分析とともに、絵の修復が行われた。絵の修復や洗浄はマーチン・バイル（Martin Bijl）が担当し、バイトが購入する前に行われた19世紀の修復を取り除き、絵具がなかった部分にレタッチをした。バイルの修復によって本作品の印象は変わり、当初は否定的だった鑑定委員会のメンバーも意見を変え、フェルメールの真作と結論した。素材、技法、スタイルのいずれもフェルメールに近く、同時代で描けそうな人物は他に知られていない。そのため真作とみなすという見解が支持されている。未解決の問題として、ショールの加筆を誰がしたのかということが残された。

### 競売、出展
本作品を所蔵していたロランは2002年に死去し、2004年には遺族によってフェルメールの真作としてサザビーズの競売にかけられた。オークションでは次のように発表された。「目録番号8、『ヴァージナルの前に座る若い女』、作者ヨハネス・フェルメール、キャンバスに油彩、美しいフランスのルイ15世様式の掘り込みのある金箔木製額縁、故フレデリック・ロラン男爵の相続人の財産」。本作品は1624万5600ポンドでスティーブ・ウィンが落札した。ウィンは2008年にトーマス・カプランに売却し、カプランの個人コレクションであるライデン・コレクションに加えられた。
本作品はフェルメールの真作として展示され、各地の展覧会にも出展されている。2023年にフェルメール展を企画したアムステルダム国立美術館は開催前に調査を行い、議論の的だった黄色のショールはフェルメール自身が加筆したと結論している。